# Maria Sandström (nykterhetskämpe)
Maria Gustafva Sandström, född 27 november 1870 i Uppsala, död 17 oktober 1948 i Stockholm, var en svensk restauratör, nykterhetskämpe och kvinnosakskvinna. Hon var egenföretagare inom restaurangbranschen och verksam i Stockholm under 1900-talets första hälft.

## Biografi
Maria Sandström gick som barn i flickskola och var en studiemotiverad elev med språk och musik som stora intressen. I ungdomen drömde hon om att bli läkare men fann som vuxen sin livsuppgift i kampen för nykterhet. År 1895 blev Maria Sandström medlem i nykterhetsrörelsen Blåbandsrörelsen. När hon träffade Emilie Rathou vid en nykterhetskonferens i Norge år 1900 fann hon inte endast en vän för livet utan också en själsfrände i nykterhetskampen och i kampen för kvinnors fri- och rättigheter. Emelie Rathou startade senare samma år den kvinnliga kristna nykterhetsorganisationen Vita Bandet, som verkade för nykterhet, jämställdhet och demokrati. Maria Sandström fanns då vid hennes sida och blev en av organisationens förgrundsgestalter.

### Nykterhetskamp
Maria Sandström var under två år Vita Bandets första sekreterare och hon valdes 1902 till vice ordförande för att sedan inta ordförandeskapet mellan 1921 och 1947. Det innebar att hon även representerade Vita Bandet på internationell nivå. Åren 1927–1934 var hon tredje vice ordförande i den internationella Vita Bandsorganisationen World Woman's Christian Temperance Union och 1934–1937 var hon ledamot i dess Advisory Committee.
Maria Sandström var Vita Bandets representant i ett flertal andra förbund så som Svenska Kvinnornas Nationalförbund, Kvinnliga Radiokommittén, Centralförbundet för socialt arbete, Centralrådet för kvinnornas förbudsarbete, samt i Nykterhetsfolkens Landsförbund och Representationsförsamling. Hon var Vita Bandets talesperson i den politiska debatten om den reglementerade prostitutionen under perioden 1912–1922, då hon ledde en särskild reglementeringskommission. Hon arrangerade offentliga möten och skrev skrivelser och petitioner på politisk nivå. Hon var dessutom engagerad i organisationen Federationen som deltog i ett internationellt nätverk i arbetet mot reglementeringssystemet. År 1902 var hon en av de tolv federationskvinnor som bildade Abolitionistkommittén, där hon som ordförande arbetade med att arrangera protestmöten och formulera skrivelser till bland annat Överståthållarämbetet i Stockholm för att protestera mot reglementeringen.
Maria Sandström var ledamot i Nykterhetsfolkens lagstiftningskommitté under åren 1928–1931. Hon ansågs vara en god politisk agitator och lobbyist. När hon vid en deputationsuppvaktning hos statsminister Hjalmar Hammarskjöld framförde sina argument tog hon enligt övriga deltagare "priset i saklig vältalighet".

### Restauranger
År 1900 öppnade hon en alkoholfri restaurang, Sturebuffén på Sturegatan 10 i Stockholm, vilket inte var helt okontroversiellt vid denna tid då det krävdes särskilda rättigheter för servering av icke-alkoholhaltiga drycker. Hon fick inte dryckesrättigheter utan endast handelsrättigheter för mat. Trots denna motgång gav hon inte upp och öppnade ändå Sturebuffén. När gästerna på invigningen endast kunde beställa mat och ingen dryck blev de förvånade och sedan följde en intensiv debatt i media. Icke-alkoholhaltiga dryckesrättigheter diskuterades i pressen fram till 1905 då förordningen upphävdes, vilket Vita Bandet framhöll som resultatet av Maria Sandströms kamp för Sturebuffén. I anknytning till Sturebuffén drev Sandström en trädgårdsodling som försåg restaurangen med grönsaker och frukt. Hennes företagskunskaper var en merit som tillvaratogs av Vita Bandet. År 1906 blev hon ordförande för organisationens Restaurangförening i Stockholm, som öppnade ett "nykterhetskafé" med matservering på Torsgatan. Senare flyttades kaféet till rymligare lokaler på Karlbergsvägen. År 1908 öppnade Restaurangföreningen en alkoholfri restaurang i Värtahamnen, som dagligen serverade frukost och middag till över 300 gäster. I slutet av året blev Maria Sandström återigen föremål för diskussion i media då en gäst i smyg smugglat in alkohol i restaurangen. Maria Sandström, liksom personalen, åtalades men frikändes. År 1909 byggde Restaurangföreningen, under Maria Sandströms övervakande, en ny fastighet för att utvidga sin serveringsverksamhet. År 1915 öppnade hon ytterligare en alkoholfri restaurang, Solidar-Buffé, på Norrmalm.

### Övriga engagemang och sista år
Maria Sandström var en god talare och reste landet runt och höll föredrag. Hon talade även vid internationella konferenser. Hon var en flitig skribent som skrev politiska petitioner, flygblad och propagandamaterial samt artiklar i Vita Bandets tidskrift. Hon fokuserade då framför allt på kvinnlig rösträtt och reglementeringen. Hon fullföljde även sitt musikintresse och skrev sångtexter till bland annat Vita Bandets nationella kongresser i samarbete med Alice Tegnér, som tonsatte texterna.
År 1948 tilldelades Maria Sandström regeringens medalj Illis quorum som ett officiellt erkännande för en trofast livsgärning. Hon beskrevs i sin samtid som banbrytande för den alkoholfria restaurangkulturen. Maria Sandström levde tillsammans med Emelie Rathou och hon gick bort den 17 oktober 1948, fem dagar efter sin livskamrat. De begravdes som de hade levt, sida vid sida. Graven finns på Bromma kyrkogård.